# 夢幻西遊
夢幻西遊 (簡体字:梦幻西游、英語:Fantasy Westward Journey)はNetEaseにより開発・運営されるMMORPG。2001年12月にMicrosoft Windowsプラットフォーム向けに発売された。本作は2007年5月時点でピーク時の同時接続ユーザー数が150万人に達し中国で最も人気のオンラインゲームであった。2005年4月までに登録ユーザー数は2500万人に達し、198のゲームサーバー上でのピーク時の同時接続プレイヤーは57万6000人となるなど当時中国で最も急速に成長しているオンラインゲームとみなされた。平均同時接続ユーザー数は2006年8月に約40万人と報告されている。本作は明確にグラッフィックスタイルが異なる『Westward Journey II』と同じエンジンを用いている。両作は中国の小説『西遊記』から着想を得ている。

## 歴史
2006年7月、運営者は700人のメンバーが所属する反日ギルドを解体し、反日的なユーザー名のためギルドの創設者のアカウントを凍結した。後に大規模な抗議活動が日中戦争の開始記念日の7月7日に行われ、最大8万人のユーザーがサーバーの一つでオンラインの抗議活動に参加した
夢幻西遊の合計登録ユーザー数は2015年時点で3億1000万人に到達した

## モバイル版
2015年にモバイル版がAppleのiOSとGoogleのAndroidでリリースされた。

## アニメーション
2015年に夢幻西遊は同作初の3Dアニメーションを開始した。中国の大手オンライン動画プラットフォームにおいてのリリース後、逐次中国のいくつかのTV局でも放映が始まった

## 関連リンク
- 大话西游 Online II（英語版）